# 2019年环意自行车赛
2019年环意自行车赛是第102届环意自行车赛，于2019年5月11日至6月2日进行，此次比赛是2019年UCI世界巡回赛的其中一站比赛。比赛的起点位于博洛尼亚，终点位于维罗纳，除第九赛段途经圣马力诺外，其余比赛路线均在意大利境内。
总共有来自22支车队的176名自行车手参加此次比赛。最终来自移动之星车队的理察·卡拉帕斯获得此次比赛的总冠军，成为历史上首位赢得环意自行车赛总冠军的厄瓜多尔选手，以及历史上第二位赢得环意自行车赛总冠军的南美洲选手。来自巴林–美利达车队的意大利车手溫琴佐·尼巴利获得第二名，而来自珍宝-维斯玛车队的斯洛文尼亚车手普里莫日·羅格里奇则位列总成绩榜第三名。